# 国際観光文化都市
国際観光文化都市（こくさいかんこうぶんかとし）とは、日本において、日本国憲法第95条に基づく個別の特別法により国際的な観光・温泉等の文化・親善を促進する地域として指定された都市をいう。
1950年から1951年にかけて制定された個別の特別法である「特別都市建設法」により9都市が指定されている。
日本の国民生活、文化及び国際親善に果たす役割が大きい都市とされ、それらの法令に基づき実施される整備事業等に対し、国庫からの補助がなされる。
2017年3月までは、上記のほかに「国際観光文化都市の整備のための財政上の措置等に関する法律」（昭和52年法律第71号）およびこれに基づく「国際観光文化都市の整備のための財政上の措置等に関する法律施行令」（昭和52年政令第308号）により3都市が指定されていたが、「国際観光文化都市の整備のための財政上の措置等に関する法律」が2017年3月31日限りで失効したため、現在では個別の特別法によるものだけになっている。
なお、1952年（昭和27年）4月15日より、特別法と政令によって指定されたこれらの10市1町（長崎県長崎市を除く）で国際特別都市建設連盟を設立しており、「加盟都市相互の友好を深め、自治の進展を図るとともに、加盟都市にかかる特別建設法及び国際観光文化都市の整備のための財政上の措置等に関する法律の運用、計画及び実施に関し、促進を図ること」をその目的として掲げ、相互交流を行っている。

## 指定都市一覧

### 個別の特別法により指定されている都市
- 大分県別府市：「別府国際観光温泉文化都市建設法」（昭和25年法律第221号）により指定。

“温泉天国ここにあり。地球のエネルギーあふれる豊かなまち。別府”
- 静岡県伊東市：「伊東国際観光温泉文化都市建設法」（昭和25年法律第222号）により指定。

“花と海といでゆの街・伊東”
- 静岡県熱海市：「熱海国際観光温泉文化都市建設法」（昭和25年法律第233号）により指定。

“住む人が誇りを 訪れるひとに感動を 誰もが輝く楽園都市 熱海”
- 奈良県奈良市：「奈良国際文化観光都市建設法」（昭和25年法律第250号）により指定。

“市民が育む世界の古都奈良〜豊かな自然と活力あふれるまち〜”
- 京都府京都市：「京都国際文化観光都市建設法」（昭和25年法律第251号）により指定。

“時を超え 美しく ひと輝く 歴史都市・京都”
- 島根県松江市：「松江国際文化観光都市建設法」（昭和26年法律第7号）により指定。

“小泉八雲が愛した歴史と文化の薫るまち 水の都・松江”
- 兵庫県芦屋市：「芦屋国際文化住宅都市建設法」（昭和26年法律第8号）により指定。

“庭園都市という名がふさわしいまち・芦屋”
- 愛媛県松山市：「松山国際観光温泉文化都市建設法」（昭和26年法律第117号）により指定。

“いで湯と城と文学のまち 松山”
- 長野県北佐久郡軽井沢町：「軽井沢国際親善文化観光都市建設法」（昭和26年法律第253号）により指定。

“自然と文化が奏でる軽井沢”
いずれも憲法第95条に基づく住民投票を経た特別法により制定されている。

### 政令により指定されていた都市
- 長崎県長崎市

“活力と潤いにあふれ、歴史がいきづく交流拠点都市・長崎”
- 栃木県日光市

“四季の彩りに 風薫る ひかりの郷・日光”
- 三重県鳥羽市

“豊かな自然と新鮮な海の幸、真珠のようにきらり輝くまち・鳥羽”
いずれも「国際観光文化都市の整備のための財政上の措置等に関する法律施行令」（昭和52年政令第308号）により指定されている。